# Objectif Lune (film, 1967)
Pour les articles homonymes, voir Objectif Lune et Objectif Lune (film, 2015).
Pour plus de détails, voir Fiche technique et Distribution.
Objectif Lune (titre original : Countdown) est un film américain réalisé par Robert Altman et sorti en 1967 au Royaume-Uni et en 1968 aux États-Unis.

## Synopsis
Les Américains s'efforcent de devancer les Soviétiques dans la conquête spatiale. Leur programme n'étant pas tout à fait prêt, ils décident d'envoyer un seul astronaute dans une capsule Gemini modifiée, qui pourra atterrir sur la Lune mais pas repartir. Il devra attendre un an jusqu'à ce qu'une mission Apollo puisse le récupérer.

## Fiche technique
- Titre original : Countdown
- Réalisation : Robert Altman assisté de William Conrad
- Scénario :  Loring Mandel d'après le roman The Pilgrim Project de Hank Searls[1]
- Production :  William Conrad Productions
- Producteur : Jimmy Lydon
- Photographie : William W. Spencer
- Musique : Leonard Rosenman
- Montage : Gene Milford
- Durée : 97 minutes
- Dates de sortie: 
  - Royaume-Uni : 20 août 1967
  - États-Unis : février 1968
  - Le film est sorti en DVD en 2013.
- Affiche : Raymond Elseviers (Belgique)

## Distribution

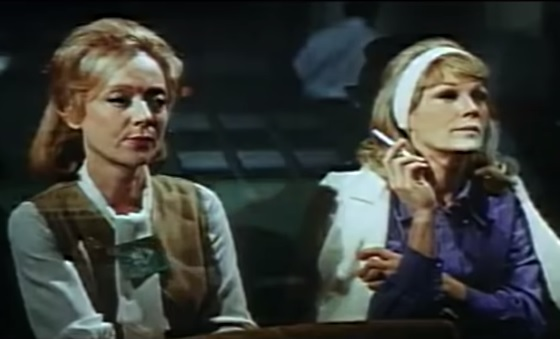
Barbara Baxley et Joanna Moore dans Objectif Lune.

- James Caan (VF : Bernard Tiphaine) : Lee Stegler
- Joanna Cook Moore : Mickey Stegler
- Robert Duvall : Chiz
- Barbara Baxley : Jean
- Charles Aidman : Gus
- Steve Ihnat : Ross Duellan
- Michael Murphy : Rick
- Ted Knight : Walter Larson
- Stephen Coit : Ehrman
- John Rayner : Dunc
- Robert Ridgely : Little Bob, le guitariste / le chanteur à la réception